# 1974 na arte

## Nascimentos
| Data          | Nome               | Profissão                                                               | Nacionalidade | Observações | Ref |
| ------------- | ------------------ | ----------------------------------------------------------------------- | ------------- | ----------- | --- |
| 12 de maio    | Taraneh Javanbakht | poetisa, escritora, pintora e compositora                               | Irão          |             |     |
| 26 de abril   | Samicler Gonçalves | desenhista, ilustrador, animador, chargista, pintor, professor de artes | Brasil        |             |     |
| 8 de novembro | Masashi Kishimoto  | mangaká e escritor                                                      | Japão         |             |     |
| ??            | Romeo Niram        | pintor                                                                  | Roménia       |             |     |
| ??            | Chiho Aoshima      | pintora                                                                 | Japão         |             |     |
| ??            | Otávio Pandolfo    | grafiteiro                                                              | Brasil        |             |     |
| ??            | Gustavo Pandolfo   | grafiteiro                                                              | Brasil        |             |     |

## Mortes
| Data            | Nome                | Profissão                                               | Nacionalidade                              | Observações | Ref |
| --------------- | ------------------- | ------------------------------------------------------- | ------------------------------------------ | ----------- | --- |
| 6 de janeiro    | David Siqueiros     | pintor                                                  | México                                     | n. 1896     |     |
| 14 de janeiro   | Galileo Emendabili  | escultor                                                | Itália                                     | n. 1898     |     |
| 16 de janeiro   | Aldo Bonadei        | pintor                                                  | Brasil                                     | n. 1906     |     |
| 19 de fevereiro | Solano Trindade     | poeta, folclorista, pintor, ator, teatrólogo e cineasta | Brasil                                     | n. 1908     |     |
| 28 de maio      | Osvaldo Teixeira    | pintor, crítico e historiador de arte                   | Brasil                                     | n. 1905     |     |
| 28 de maio      | Gastão Formenti     | cantor e pintor                                         | Brasil                                     | n. 1894     |     |
| 23 de outubro   | Lino António        | pintor                                                  | Reino Unido de Portugal, Brasil e Algarves | n. 1898     |     |
| 28 de novembro  | Konstantin Melnikov | arquiteto e pintor                                      | Império Russo                              | n. 1890     |     |
| ??              | Adolph Gottlieb     | pintor e escultor                                       | Estados Unidos                             | n. 1903     |     |
| ??              | Celestino Alves     | pintor da segunda geração de modernistas portugueses    | Portugal                                   | n. 1913     |     |